# (2391) Tomita
Pour les articles homonymes, voir Tomita.
(2391) Tomita est un astéroïde de la ceinture principale découvert le 9 janvier 1957 par l'astronome allemand Karl Wilhelm Reinmuth. Le lieu de découverte est Heidelberg (024). Sa désignation provisoire était 1957 AA et il est nommé en l'honneur de Kōichirō Tomita.